# Votations fédérales de 2025 en Suisse
Plusieurs votations fédérales sont organisées en 2025 en Suisse.
Les dates des votations fédérales sont fixées au 9 février, 18 mai, 28 septembre et 30 novembre. L'organisation ou non de votations fédérales à ces dates est communiquée pour chacune d'entre elles quatre mois à l'avance par la Chancellerie fédérale.

## Février
Un objet est soumis à la votation le 9 février :
1. Initiative populaire du 21 février 2023 « Pour une économie responsable respectant les limites planétaires (initiative pour la responsabilité environnementale) ».

L'initiative est rejetée par la majorité de la population et tous les cantons.

### Résultats
| Question | Pour    | Pour  | Contre    | Contre | Blancs | Nuls  | Total     | Inscrits  | Partici- pation | Cantons pour | Cantons pour | Cantons contre | Cantons contre |
| Question | Votes   | %     | Votes     | %      | Blancs | Nuls  | Total     | Inscrits  | Partici- pation | Entiers      | Demi         | Entiers        | Demi           |
| --- | ------- | ----- | --------- | ------ | ------ | ----- | --------- | --------- | --------------- | ------------ | ------------ | -------------- | -------------- |
| Initiative populaire « Pour une économie responsable respectant les limites planétaires (initiative pour la responsabilité environnementale) » | 639 005 | 30,25 | 1 473 529 | 69,75  | 19 060 | 6 324 | 2 137 918 | 5 618 325 | 38,05           | 0            | 0            | 20             | 6              |

## Mai
Le 15 janvier 2025, le Conseil fédéral annonce la décision de ne pas tenir la votation prévue initialement le 18 mai.

## Septembre
Le 28 septembre, deux objets sont soumis en votation :
1. Arrêté fédéral du 20 décembre 2024 relatif à l’impôt immobilier cantonal sur les résidences secondaires ;
2. Loi fédérale du 20 décembre 2024 sur l’identité électronique et d’autres moyens de preuves électroniques (Loi sur l’e-ID, LeID).

## Novembre
Le 30 novembre, trois objets seront potentiellement soumis en votation :
1. Initiative populaire «Pour une suisse qui s’engage (initiative service citoyen)» ;
2. Initiative populaire «Pour une politique climatique sociale financée de manière juste fiscalement (initiative pour l’avenir)» ;
3. Modification du 21 mars 2025 de la loi sur la poste (LPO).

Le dernier objet est annoncé uniquement soumis à la votation populaire si la demande de référendum y afférent aboutit avec un délai référendaire courant jusqu'au 10 juillet 2025.